# Émile Warré
Émile Warré (* 9. März 1867 in Grébault-Mesnil, Département Somme; † 20. April 1951 in Tours) war ein französischer Imker und Geistlicher, der eine eigene Bienenbeute entwickelte und vertrieb, die »Ruche populaire« (Volksbeute). Bau und Betriebsweise dieser Beute beschreibt er in seinem in zwölf Auflagen erschienenen Buch »L’apiculture pour tous« (Bienenhaltung für alle).

## Leben und Werk
Eloi François Émile Warré wurde am 9. März 1867 in Grébault-Mesnil im Departement Somme in Frankreich geboren. Er erhielt am 19. September 1891 in der Diözese von Amiens die Priesterweihe (Ordination).
Abbé Warré wurde nacheinander Pfarrer von Mérélessart, 1897 und von Martainneville, 1904. 1916 gab er seine Priesterordination auf, um nach Saint-Symphorien (Indre-Et-Loire) zurückzukehren und sich allein der Bienenhaltung zu widmen.
Am 20. April 1951 verstarb Warré in Tours.
Warré vereinfachte und extensivierte die Haltung und Bewirtschaftung von Bienen in der Magazin-Betriebsweise, basierend auf seinen Erfahrungen mit 350 damals bestehenden Systemen. Schließlich entwickelte er seine "Volksbeute" (»Ruche populaire«) und publizierte seine Imkerei-Methode im Eigenverlag des Werks "Bienenhaltung für alle" (»L’apiculture pour tous«), bis zur 12. Auflage.

## Philosophie
Warré entwickelte seine Volksbeute auf Grundlage der kommerziellen und professionellen Bewirtschaftung von Honigbienen in Magazinbeuten zu seiner Zeit. Warrés Ziel war es, eine Bienenbeute zu schaffen, die einerseits den natürlichen Bedingungen der Bienen am nächsten kommt und andererseits praktisch und sparsam in der Bewirtschaftung ist. Mit der Volksbeute wendet er sich gegen die damals bereits etablierten Wanderimkerei mit mobilen Beuten und geht bewusst zurück zum ortsfesten "Stabilbau", den er als für die Bienen gesünder und zudem wirtschaftlicher für den Imker vermutet.

## Warrés »Ruche Populaire«

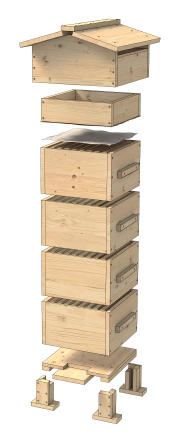
Volksbienenstock

Bei der Ruche Populaire (fr. für ‚Volksbienenstock‘) von Warré handelt es sich um einen vertikalen Bienenstock, bestehend aus 2–7 Zargen, die übereinander gestapelt werden. Jede Zarge enthält 8 herausnehmbare Holzleisten als Wabenoberträger, die mit Metallstiften leicht fixiert sind. Die Innenmaße der Zargen betragen 21 cm in der Höhe und 30 cm in Breite und Tiefe. Den oberen Abschluss bildet ein Lein-Tuch, ein mit losem Material gefülltes »Kissen«, das heißt eine Isolierzarge, sowie ein spezielles unterlüftetes Dach. Im unteren Teil wird die Volksbeute durch ein spezielles Bodenbrett geschlossen.
Die »Ruche Populaire« ist in Deutschland auch unter der Bezeichnung Warré-Beute bekannt.
Dieser Bienenstock ermöglicht den Stabilbau der Waben, die von Honigbienen an den Oberträgern und den Seitenwänden der Zargen fest verbaut werden. Waben können mit einem speziellen Messer vom Verbund mit den Wänden abgeschnitten werden und, am Oberträger gegriffen, aus den Zargen herausgezogen werden. Die Maße und die Fläche der Stabilbau-Waben entsprechen in etwa denen eines halben Dadant Brutraum-Rähmchens (Halbdadant).
In neuerer Zeit wurde Warrés Volksbienenstock und der Stabilbau von Waben im deutschsprachigen Raum wieder populär gemacht durch den Berufsimker Bernhard Heuvel.

## Betriebsweise
Kernstück der warréschen Betriebsweise bildet das Unterstellen von zwei Zargen im Frühling und das Ernten der oberen mit Honig vollen Zargen im Spätsommer. Das Bienenvolk überwintert auf 2 Zargen. Auf diese Weise wird der Bienenstock im optimalen Fall nur einmal im Jahr, nämlich zur Honigernte, geöffnet, was laut Warré von großer Bedeutung für die Gesundheit der Bienen ist.  Er wandte sich auch ab von der Verwendung von Rähmchen, um dem natürlichen Verhalten der Biene mehr Entfaltung zu geben.